# Svi mrze Chrisa
Svi mrze Chrisa (engleski izvornik: Everybody hates Chris) američka je komedija situacije (sitcom) nastala prema djetinjstvu Chrisa Rocka, koji je jedan od autora i izvršnih producenata, a u seriji sam tumači ulogu pripovjedača. Radnja serije vremenski je smještena u 1980-te točnije u razdoblje između 1982. i 1987. godine, a odvija se u njujorškom Brooklynu. Ulogu Chrisa Rocka, glavnog lika serije, tumači televizijski glumac Tyler James Williams.
Chris je najstarije od troje djece u svojoj obitelji te je odmalena razmišljao kako je lijepo biti u pubertetu. Jedva je čekao dolazak u srednju školu, ali nije niti slutio koliko poteškoća će to dovesti sa sobom i koliko će mu se život zagorčati. Ide u školu koju pohađaju uglavnom bijelci, stoga i nije jedan od popularnijih u školi. Iako ga brojni kolege ismijavaju ili rade ispade, Chris se uvijek uspijeva izvući iz nezgodnih situacija bez većih poteškoća i posljedica. Pored svih neslaganja u školi, kod kuće se brine za mlađu sestru Tonyu i brata Drewa, dok su roditelji na poslu.
Samo ime serije svojevrsno je ismijavanje poznate CBS-ove humoristične serije Svi vole Raymonda, a Chris Rock je i sam izjavio da mu je to bilo nadahnuće za razvoj ovakve humoristične serije zaključujući da svi vole Raymonda, ali mrze Krisa! U početku je serija bila hvaljena, a prva sezona prikazivala se i u večernjem terminu. Nakon početnog uspjeha, ostale tri sezone izgubile na popularnosti jer kako je serija išla dalje tako je sve više podsjećala na telenovelu.